# Brunei op de Olympische Zomerspelen 2024
Brunei nam deel aan de Olympische Zomerspelen 2024 in Parijs.

## Aantal deelnemers
Hieronder volgt een overzicht van de atleten die zich kwalificeerden voor de Olympische Zomerspelen van 2024.
| Sport    | Mannen | Vrouwen | Totaal |
| -------- | ------ | ------- | ------ |
| Atletiek | 1      | 0       | 1      |
| Zwemmen  | 1      | 1       | 2      |
| Totaal   | 2      | 1       | 3      |

## Deelnemers en resultaten

### Atletiek

#### Loopnummers
Mannen
| atleet                          | onderdeel | voorronde | voorronde | series         | series         | herkansingen | herkansingen | halve finale   | halve finale   | finale         | finale         |
| atleet                          | onderdeel | tijd      | rang      | tijd           | rang           | tijd         | rang         | tijd           | rang           | tijd           | rang           |
| ------------------------------- | --------- | --------- | --------- | -------------- | -------------- | ------------ | ------------ | -------------- | -------------- | -------------- | -------------- |
| Muhammad Noor Firdaus Ar-Rasyid | 100 m     | 10,86     | 8         | niet geplaatst | niet geplaatst | n.v.t.       | n.v.t.       | niet geplaatst | niet geplaatst | niet geplaatst | niet geplaatst |

### Zwemmen
Mannen
| atleet    | onderdeel     | series  | series | halve finale   | halve finale   | finale         | finale         |
| atleet    | onderdeel     | tijd    | rang   | tijd           | rang           | tijd           | rang           |
| --------- | ------------- | ------- | ------ | -------------- | -------------- | -------------- | -------------- |
| Zeke Chan | 100 m rugslag | 1.00,38 | 45     | niet geplaatst | niet geplaatst | niet geplaatst | niet geplaatst |

Vrouwen
| atlete      | onderdeel       | series | series | halve finale   | halve finale   | finale         | finale         |
| atlete      | onderdeel       | tijd   | rang   | tijd           | rang           | tijd           | rang           |
| ----------- | --------------- | ------ | ------ | -------------- | -------------- | -------------- | -------------- |
| Hayley Wong | 50 m vrije slag | 28,52  | 50     | niet geplaatst | niet geplaatst | niet geplaatst | niet geplaatst |